# Abbyville, Kansas
Abbyville là một thành phố thuộc quận Reno, tiểu bang Kansas, Hoa Kỳ. Năm 2010, dân số của xã này là 87 người.

## Dân số
Dân số các năm:
- Năm 2000: 128 người
- Năm 2010: 87 người